# Ivor Kirchin
Ivor Kirchin (* 21. Januar 1905 in London; † 22. Januar 1997 in Kingston upon Hull) war ein britischer Jazz- und Unterhaltungsmusiker, der vor allem als Bandleader hervorgetreten ist.

## Leben und Wirken
Kirchin, der aus einer musikalischen Familie stammte (sein Bruder Sid war Geiger und Saxophonist, sein Sohn Basil Komponist), spielte zunächst sowohl Schlagzeug als auch Saxophon, bevor er sich auf das Schlagzeug konzentrierte. Zunächst leitete er ein Quintett in London, bevor er für eine Saison in Blackpool auftrat. Er zog dann nach Manchester, wo er 1927 sein Rivoli Orchestra begründete. Ab 1930 wurde er landesweit in den Mecca-Ballsälen verpflichtet. Dann trat er acht Jahre lang im Paramount in der Tottenham Court Road auf. 1946 wechselte er mit seiner Band ins Lyceum, um 1950 ins Paramount zurückzukehren.
1952 baute er mit seinem Sohn Basil eine neue Band mit eigener Besetzung, die auf Posaunen verzichtete, auf. 1954 entstanden erste Aufnahmen für George Martin für Parlophone. Billy Eckstine und Sarah Vaughan bestanden darauf, bei ihrer Großbritannien-Tournee von der Kirchin Band begleitet zu werden. Die Konzerte waren sehr gut besucht und wurden in die Polls des Melody Maker aufgenommen. 1955 spielte die Band im BBC Light Programme. 1957 wurde die gemeinsame Band aufgelöst und Ivor Kirchin trat jenen Sommer in Locarno auf. In den nächsten Jahren spielte er mit seiner Band in Manchester, Liverpool und Hull, um sich 1967 aus dem aktiven Geschäft zurückzuziehen.

## Diskographie
- The Kirchin Band Gotta Be This or That: The EMI Singles Compilation 1954-56 (ed. 2010)